# 中環と湾仔の埋め立て計画

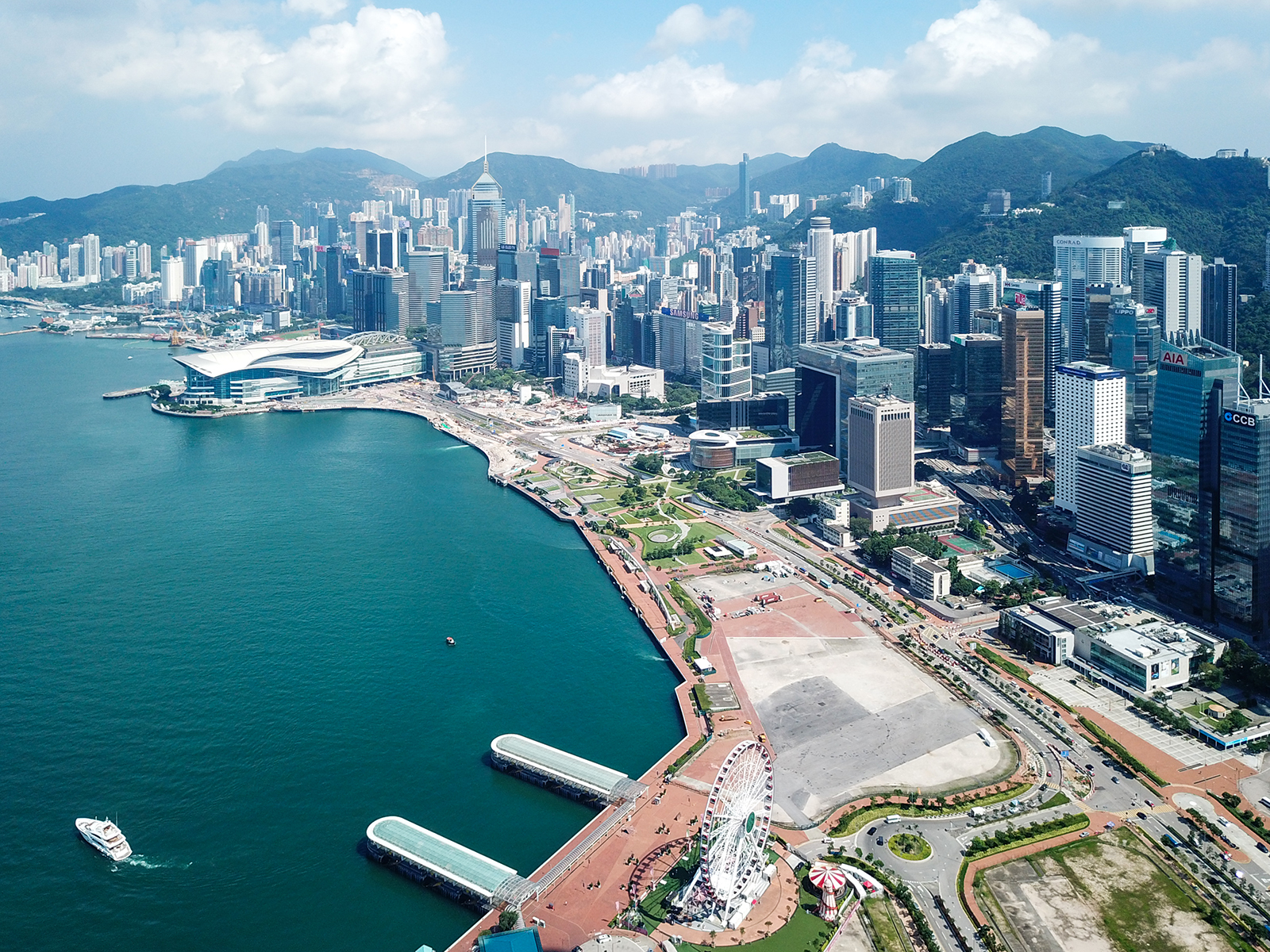
2018年に完成した埋め立て

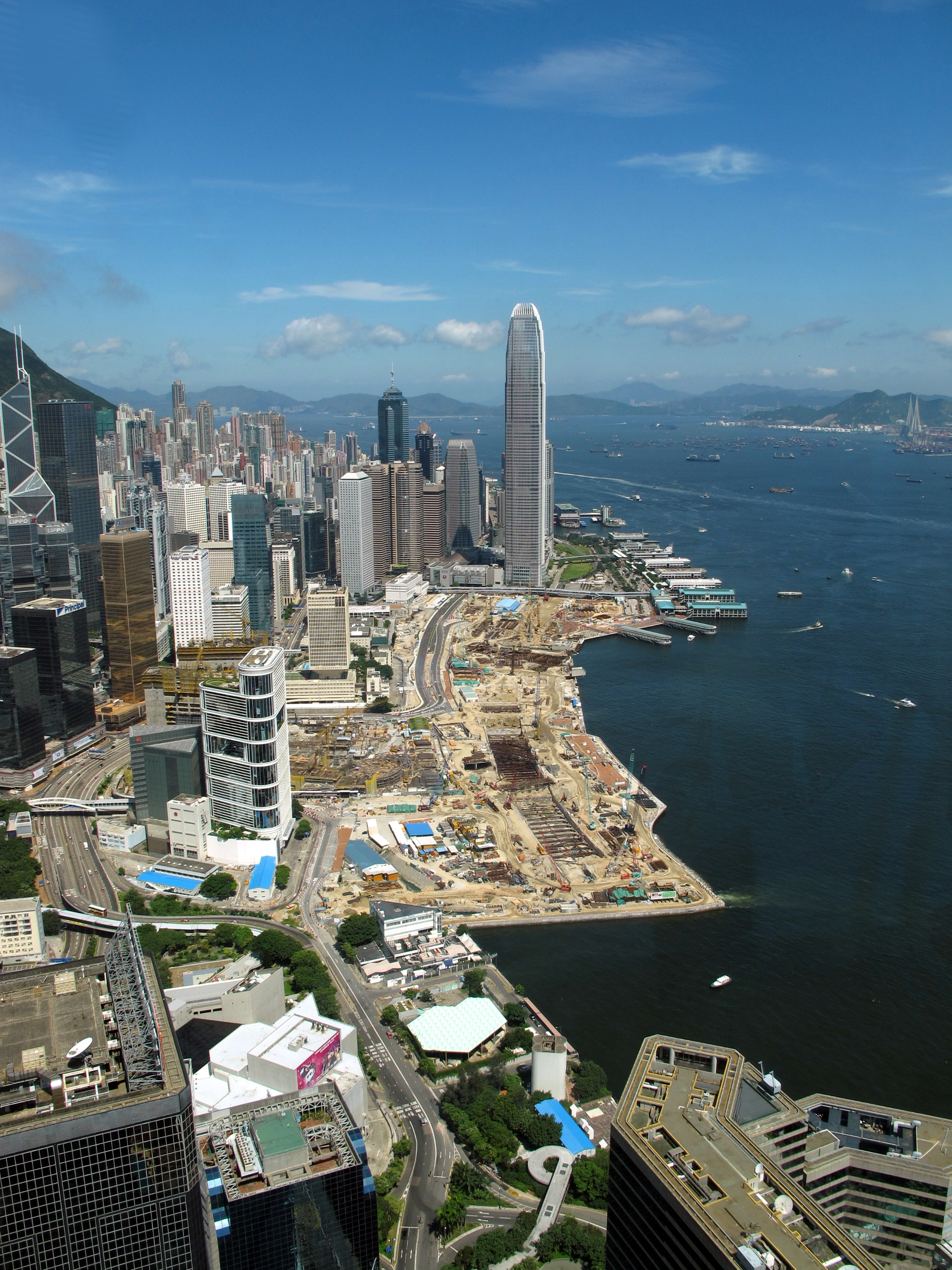
湾仔セントラルプラザから眺める2010年7月のヴィクトリア湾

中環と湾仔の埋め立て計画（ちゅうかんとわんしのうめたてけいかく）は異なる目的で土地を干拓して作る1990年代から香港特別行政区政府が始めた計画である。中環ハーバーフロントイヴェントスペースや添馬公園、香港摩天輪のような公共改造空間同様に香港MTR駅や機場快線、中環・湾仔間バイパスのような輸送改善がある。

## 背景
この計画は行政区政府による1985年の計画戦略で初めて述べられた。
行政府政府は1989年に可能性検証を完了し、当時の土地開発政策委員会が追ってこれを承認した。

### 目的
提案された埋め立て計画は、上環から銅鑼湾までの海岸沿いに拡張するものである。計画の表向きの目的として代表的なものを以下に挙げる。
- 香港駅と機場快線の延伸トンネルに土地を提供する。
- 4号線からのコノートやハーコート、グラウスター、ヴィクトリア公園道を改修する中環・湾仔間バイパス（英語版）と香港島東部回廊（英語版）の連絡線に土地を提供する。
- 近未来の沙田至中環線に土地を提供する。
- 計画可能な北港島線（英語版）に土地を与える。
- 新たな埋め立てで追加されるオープンスペースを提供することで近隣の密集地域の環境を改善する。
- 現在の地域との発展を集約する。

## 計画

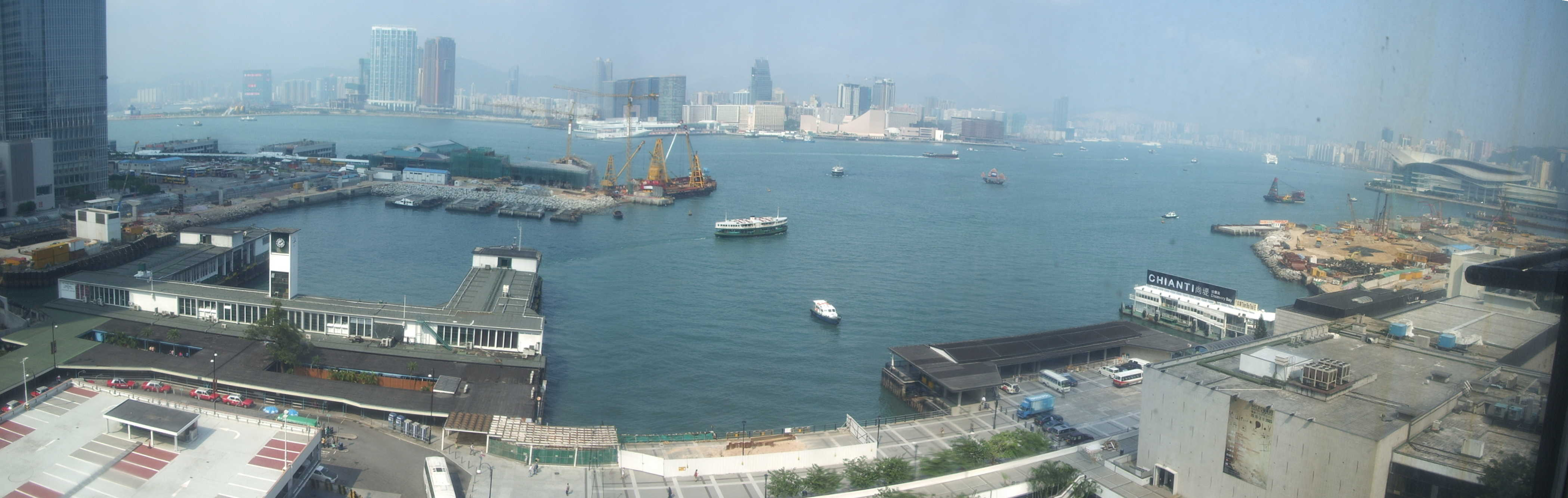
中環の市庁舎から見た2005年10月14日当時のヴィクトリア湾。第3段階の中環の埋め立てが始まったばかりの頃である。

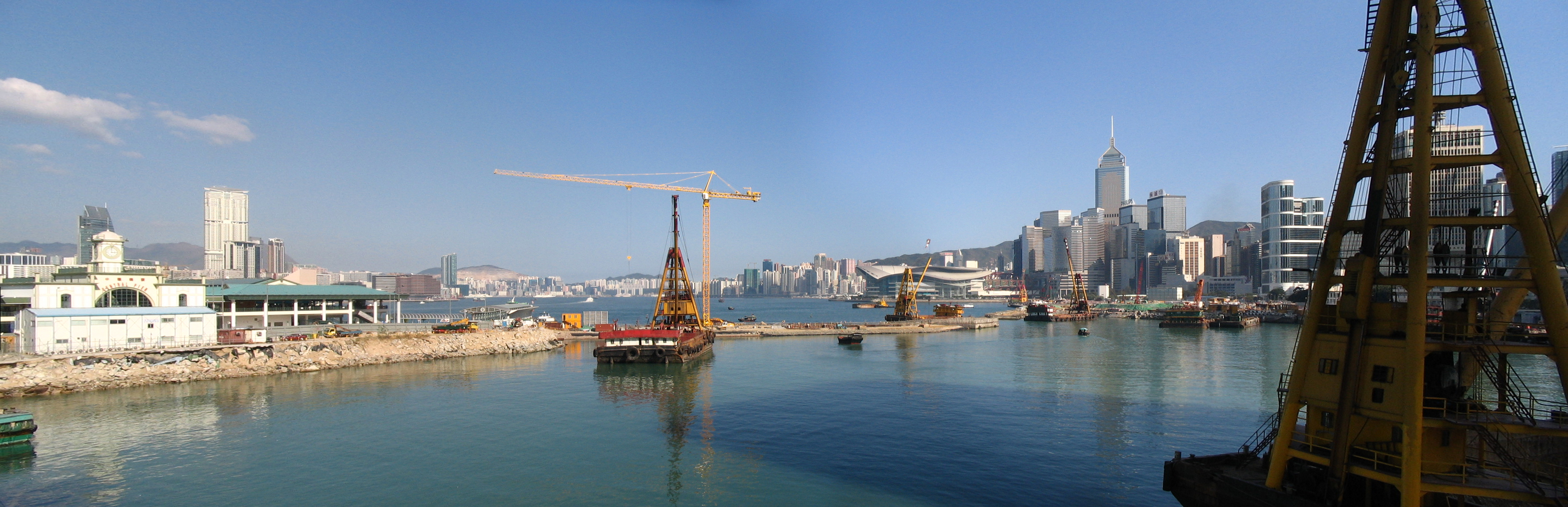
2008年1月の第3段階の中環の埋め立て

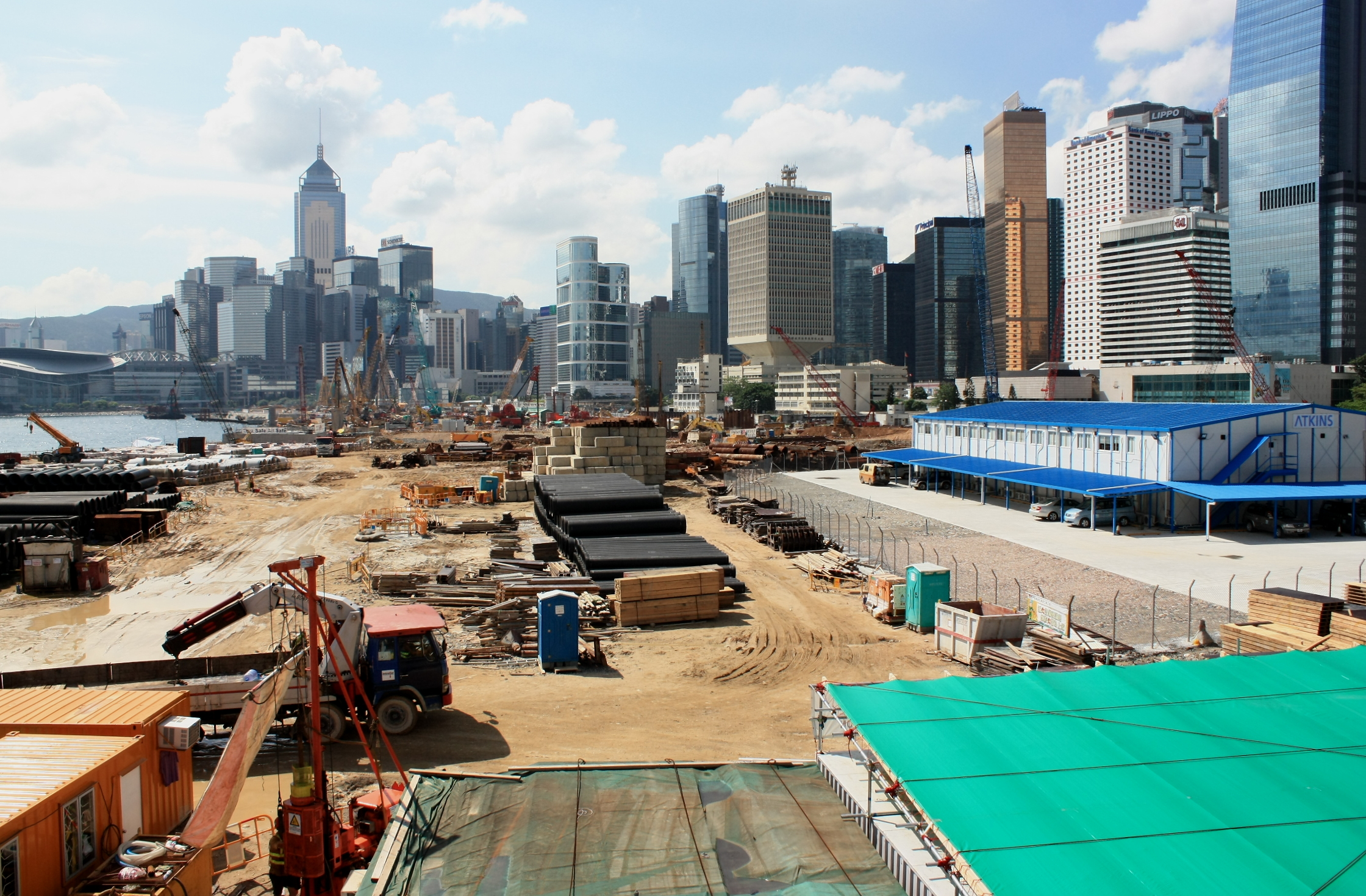
2009年6月の第3段階の中環の埋め立て

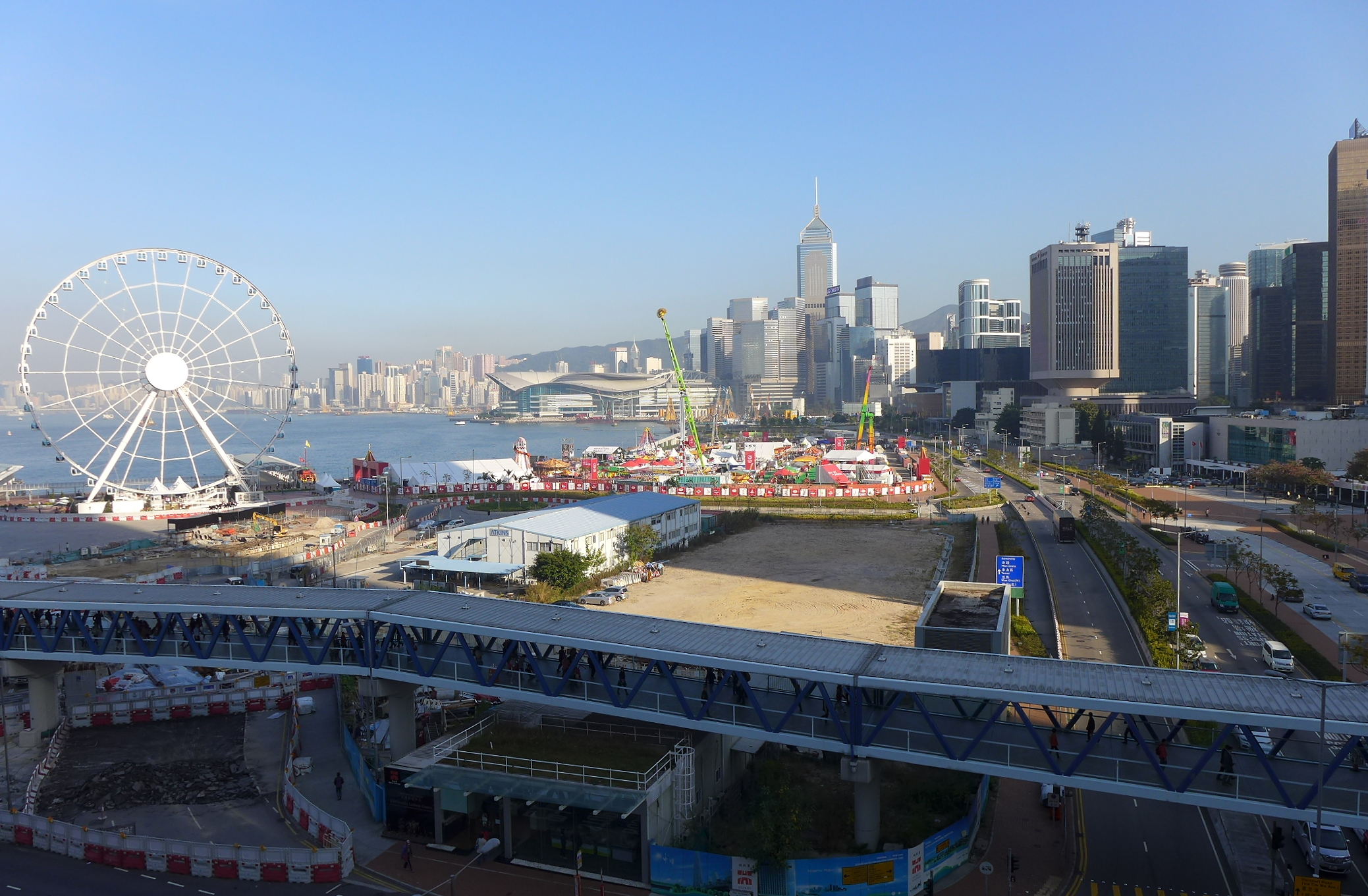
2015年1月の第3段階の中環の埋め立て

計画は5段階に分かれる。

### 中環の埋め立て

#### 第1段階の中環
第1段階の中環埋め立て事業は、埋め立てる20ヘクタールに加えて機場快線の香港駅建設のために林士街と畢打街の間の6ヘクタールの再開発に関わった。埋め立ての影響を受ける他の施設を移動させる新たな埠頭用の土地も提供した。作業は1993年に始まり1998年6月に完了した。埋め立てのこの段階は、香港機場核心計画の一部である。費用は27億1000万香港ドルであった。計画の完了により中環の海岸線は元々の海岸線より350メートル拡張した。

#### 第2段階の中環
第2段階の中環埋め立て事業は、かつての添馬海軍基地の5.3ヘクタールを埋め立てた。この埋め立てで添馬用の土地と商業用造成地ができた。作業は1994年12月に始まり、1997年9月に完了した。費用は3億2000万香港ドルであった。
政府の本庁舎と立法院が入居する新しい合同庁舎を埋め立て地に建設することが提案されている。

#### 第3段階の中環
第3段階の中環埋め立て事業は、機場快線の延伸や北港島線、中環・湾仔間バイパス、新しいスターフェリー埠頭、新道などの施設のための埋め立てに関わっている。費用は35億6150万香港ドルである。元々32ヘクタールを埋め立てる計画であったが、反対を受けて18ヘクタールに減らされている。
作業は2003年2月28日に始まっている。地上の建設は、2011年に完了する予定である。地下の中環・湾仔間バイパスは2019年1月20日に開通している。

### 湾仔開発計画

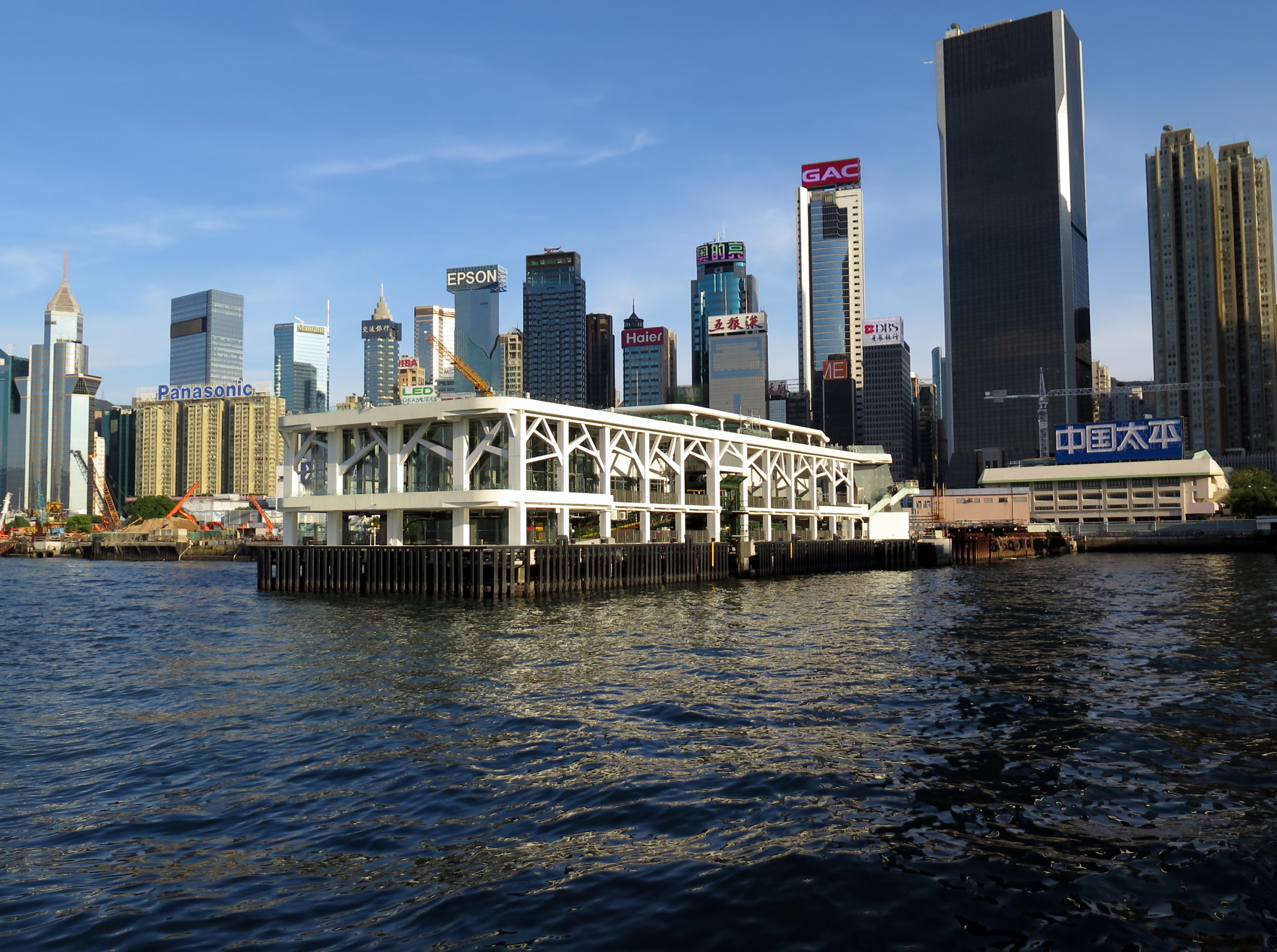
新湾仔埠頭

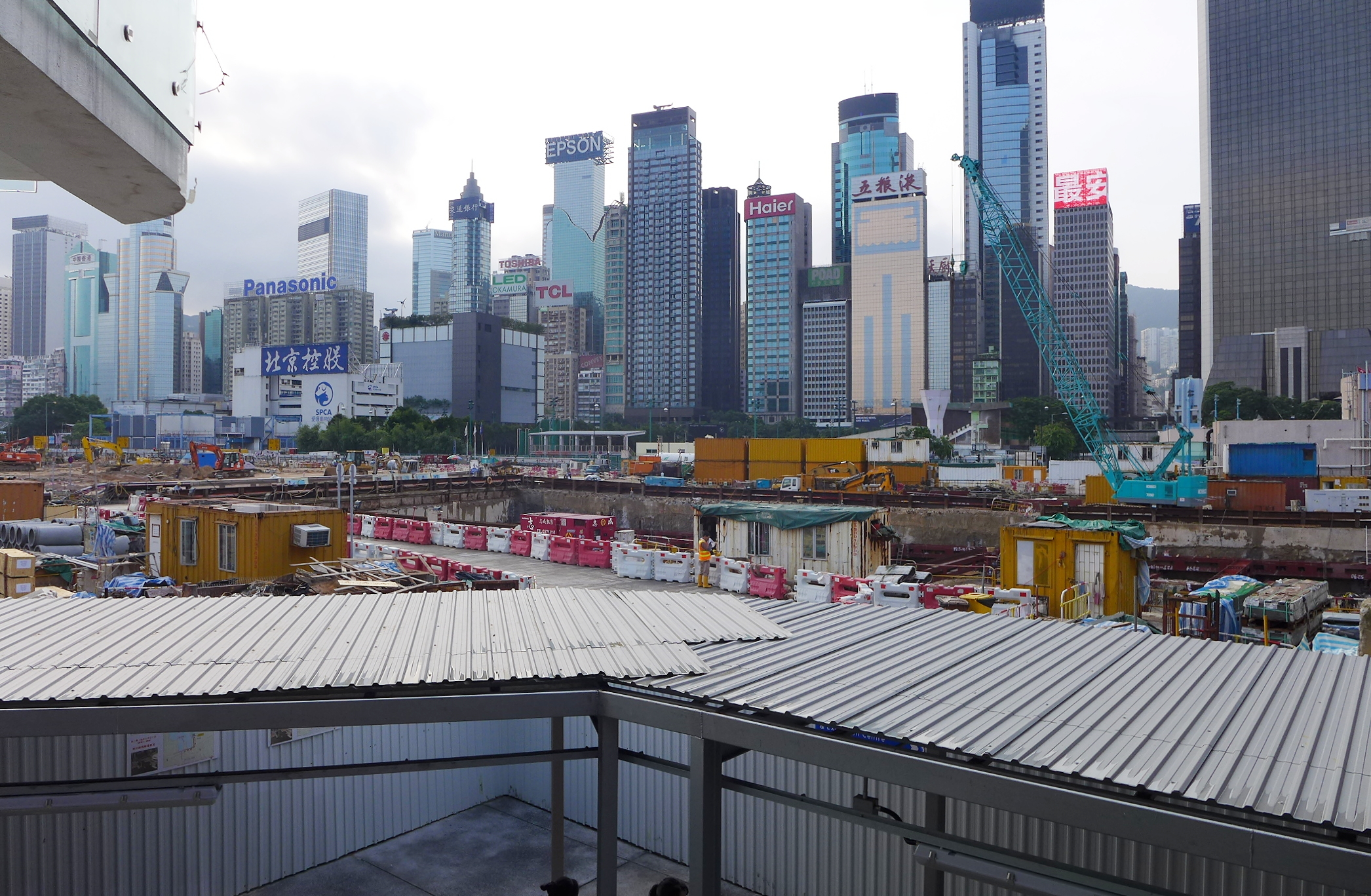
2014年10月の第2段階の湾仔埋め立て事業

#### 第1段階の湾仔
第1段階の湾仔埋め立て事業は（香港コンベンション・アンド・エキシビション・センター拡張のための香港島埋め立て事業としても知られる）、センターに追加の部屋を建設するために土地を提供する香港コンベンション・アンド・エキシビション・センターの北側を埋め立てることで7万平方メートルを作ることが含まれている。島の周辺は、周辺の水質が埋め立て事業が完了した後で十分な状態であり続けることを確実にするものである。作業は1994年3月に始まり、1997年7月に完了した。

#### 第2段階の湾仔
第2段階の湾仔開発は、第2段階の中環埋め立て事業から銅鑼湾にかけての水際で進められた。この105億の事業は第1段階、第2段階、第3段階の中環埋め立て事業と共に主に中環・湾仔間バイパスや東区走廊、沙田・中環間の香港島区域、北港島線の建設に土地を提供することとなる。建設作業は2009年に始まり、2017年に完了する計画である。
道路建設や土地の埋め立て、渚開発に関わる事業の広範な本質のために、事業は関係するそれぞれの土地の単独の請負人に共に委任する路政署と土木工程拓展署が共同して監理している。
作業は銅鑼湾台風待避所と嘗ての公共貨物作業区域の（7年間の）一時的な干拓事業に関わっている。第一審の違憲審査制で2008年3月に港保護条例がこのような工事に適用され、したがって政府は埋め立て工事に関する「最優先の公共需要」を示す必要があった。一時的な埋め立て事業を「最小限に」保ち建設工事完了後は海底を元通りにすることを約束した。

## 論争

### 反対運動
全員が埋め立て計画を温かく歓迎したわけではない。一部の香港人は、活動は全体的に不要と考え、良いものは何もなく、ビクトリア・ハーバーを縮小すればよいと考えた。バイパスを建設する代わりに反対派は政府に地域で電子通行料金制度を開始するよう要請した。
2003年10月5日、青い服を着た1000人を超えるデモ隊が港湾の埋め立て作業の中断を求めて中環の政府にデモ行進した。翌月自分達の意思を理解させるために陸海空の3方面のデモを引き続き行うことも約束した。デモ行進は政府が自家用車が増加したために厳しくなる中環の交通事情を緩和するのに必要という港湾事業に対する（商業車と公共交通は、徐々に減少した）ここ数週間のデモの一つであった。政府は法廷闘争の第1段階で敗訴したが、決定に対して上訴した。
港湾保護協会（SPH）は2003年9月25日に中環の埋め立て事業の第3段階の継続を政府に禁止する命令と違憲審査制の延期を申請した。協会が暫定的に12月の違憲審査制の執行を停止する判決に関わる努力に失敗すると政府は23万平方メートルの港湾の干拓事業を再開した。
2004年9月、羅致光議員は特にクーンズピアが失われるという中環と湾仔埋め立て事業に反対して「女王にさようなら」と言いながら記章を身に付けたままビクトリアハーバーを泳いだ。
計画を明らかにした2006年後半に噴出した更なる大衆の怒りは、水際の二つの有名な築50年のランドマーク（即ちエディンバラ広場フェリー埠頭とビクトリア・ハーバー）の解体と関わることになる。二つは香港の集積回想を保存する強力な大衆の意見を考慮してデモと集会を計画した環境主義者の力強い象徴となった。

### 司法審査
SPHは2003年2月27日と2003年9月25日にそれぞれ埋め立て事業に対する司法審査を請求した。2003年10月6日に香港高等法院は、政府は中環の埋め立てを続行できると通知したが、2004年9月1日終審法院が都市計画委員会による「湾仔北分区計画大綱図」草案についての計画を棄却したため、灣仔発展計画のフェイズツーは再検討を要することとなった。
政府は埋め立て事業への抵抗を抑えようと、地下交通インフラの上を覆う埋め立て地は世界レベルの湾岸プロムナードを敷設するために使う事ができると提案した。

### 海洋汚染
2003年10月にグリーンピースが述べた所によると、中間の埋め立て事業によって58万立方メートルの有毒な沈泥が発生し、そのうちの63パーセントが香港環境保護署が「深刻な汚染」として分類する物にあたる。
活動家たちは分析の為に中環の埋め立て地から泥のサンプルを収集しようとしたが、排除され失敗に終わった。政府はグリーンピースから、埋め立て事業によって港湾に流出した有害廃棄物を浚渫する工法として「安手で時代遅れの」ものを選んでいると批判を受けた。また、シナウスイロイルカのような海洋生命の保護のために設置された人工魚礁のそばにある島に、浚渫した有害廃棄物を投棄することも非難された。漁師は埋め立てが始まってから平均漁獲量が半減したと報告した。政府は埋め立ては「回復不能な損害を海洋に与えることはないであろう」と応えた。

### 入札
政府は入札が終わってから埋め立ての第3期の入札条件を不公平に変更して契約を結んで世界貿易機関（WTO）の入札規則に違反したことが分かった。しかしWTOの規則は法的に拘束されるものではなかった。

## 参照
1. ↑  150 Years of Hong Kong Harbour and Land Development, Ho Pui-yin, Commercial Press. ISBN 962-07-6339-4
2. ↑  “Central and Wan Chai Reclamation”.   Cedd.gov.hk (2009年7月3日). 2007年9月28日時点のオリジナルよりアーカイブ。2012年1月30日閲覧。
3. ↑  Central Reclamation (Phase 1) Archived 20 February 2007 at the Wayback Machine.
4. ↑  Hong Kong Harbour Reclamation – FactBox – Central Harbour Reclamation Phase 1 & 2
5. ↑  “Tamar Development Exhibition of Design Proposals”.   Admwing.gov.hk (2010年4月23日). 2010年5月28日時点のオリジナルよりアーカイブ。2012年1月30日閲覧。
6. ↑  “Central Reclamation Phase III – Project History”.   Criii-cedd.com. 2012年1月30日閲覧。
7. ↑  “Central and Wan Chai Reclamation”.   Cedd.gov.hk (2009年7月3日). 2007年9月28日時点のオリジナルよりアーカイブ。2012年1月30日閲覧。
8. ↑  “Central Wan Chai Bypass, Hong Kong”.   Roadtraffic-technology.com. 2012年1月30日閲覧。[信頼性要検証]
9. ↑  Wan Chai Development Phase II – Project Overview, CEDD
10. ↑  Central and Wan Chai Reclamation – Wan Chai Development Phase II Archived 28 September 2007 at the Wayback Machine., CEDD
11. ↑  Central – Wan Chai Bypass and Wan Chai Development Phase II Temporary Reclamation .., Legco Discussion Paper CB(1)232/08-09(06), 25 November 2008
12. ↑  Agence France-Presse, Thousands join protest against harbour reclamation Archived 22 May 2011 at the Wayback Machine., The Standard, 6 October 2003
13. ↑  Teddy Ng, Bid to halt harbour work Archived 22 May 2011 at the Wayback Machine., The Standard, 26 September 2003
14. ↑  Legislator in protest swim Archived 22 May 2011 at the Wayback Machine., Associated Press, 8 September 2004
15. ↑  “Chronology of Events Relating to Central Reclamation Phase III ("CRIII")”. 2005年4月22日時点のオリジナルよりアーカイブ。2007年4月4日閲覧。
16. ↑  Matthew Lee, Mud in eye for activists Archived 22 May 2011 at the Wayback Machine., The Standard, 30 October 2003
17. 1 2 3 4  Dennis Chong, Harbour poisoned: activists Archived 22 May 2011 at the Wayback Machine., The Standard, 10 November 2003
18. ↑  “Saturday, November 1, 2003, South China Morning Post, Harbour tender 'breaches WTO rules'”. South China Morning Post. 2012年1月30日閲覧。